# Yibum

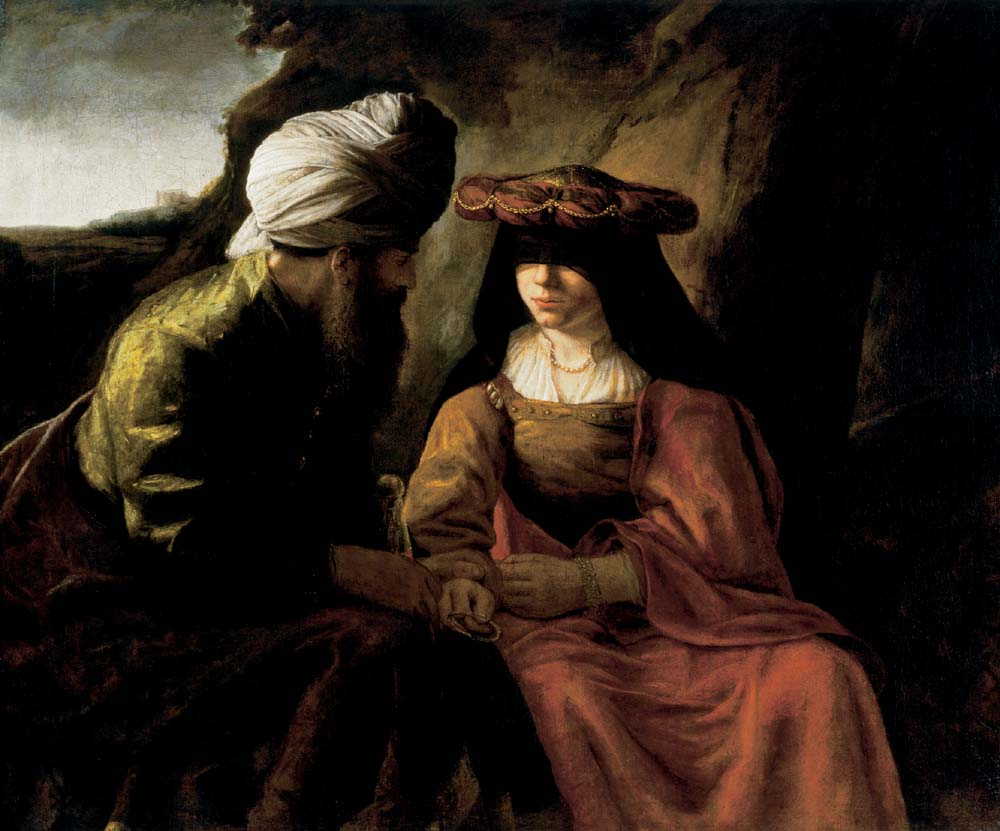
Judá e Tamar são um exemplo de casamento Yibum.

Yibum (pronunciado "iê-bum"), ou casamento levirato, no judaísmo, é um dos tipos mais complexos de casamentos mandatado pela Torá, pelo qual, de acordo com a lei, o irmão de um homem que morreu sem filhos tem a obrigação de se casar com a viúva. No entanto, se qualquer das partes se recusar a ir com o casamento, ambos são obrigados a passar por uma cerimônia conhecida como chalitsá, envolvendo um ato simbólico de renúncia ao seu direito de realizar esse casamento. A Lei judaica (halachá) tem visto um declínio gradual do yibum em favor do chalitsá, até o ponto onde na maioria das comunidades judaicas contemporâneas a primeira é fortemente desencorajada.
O conceito de yibum não é exclusivo do judaísmo. Conhecido como a lei do levirato (quando o casamento é para o irmão do morto) ou herança da viúva (quando é para qualquer parente do sexo masculino do sobrevivente), foi praticado por outras sociedades com uma estrutura de clã forte. Ele é ou era conhecido nas sociedades, incluindo os punjabis, jats, hunos (em chinês "Xiongnu" ["Hsiong-nu"], etc.), mongóis e tibetanos.

## Leis do yibum e da chalitsá
A halachá (lei judaica) tem uma rica tradição em torno do yibum. Estas leis foram registradas pela primeira vez na Mishná e no Talmude em Yevamot, e foram posteriormente codificadas por Maimônides na Mishné Torá. O assunto é considerado um dos mais intrincados na lei judaica, em parte devido a complicação que surge a partir vários irmãos e várias esposas.

### Quando o yibum se aplica
De acordo com a halachá, quando um homem casado morre sem ter filhos, homem ou mulher, de qualquer relacionamento (incluindo pré-marital e extra-conjugal), sua viúva e seu irmão deve realizar um yibum ou a chalitsá. Para as leis do yibbum, apenas os irmãos que compartilham um pai em comum são considerados irmãos. Para que o yibum se aplique, todas as seguintes condições devem ser atendidas:
1. Os irmãos compartilhem um pai em comum[4]
2. O irmão morto não tenha filhos sobreviventes, macho ou fêmea, de qualquer relacionamento,[5] no momento da sua morte[6]
3. O irmão que realizar o yibum tenha nascido antes da morte de seu irmão[4]
4. O irmão que realizar o yibum não é proibido se casar com qualquer uma das viúvas de seu irmão morto (por exemplo, se alguma delas é sua filha, o yibum não se aplica a ele em tudo)[7]
5. O irmão realizar yibum é fisicamente capazes de fazer filhos[8]
6. A viúva seja fisicamente capaz de ter filhos[9]

Mesmo que alguns dos irmãos não preencham todas as condições para ser elegível para um yibum, enquanto há um que faz, o yibum aplica-se a ele. Se não houver um irmão que se enquadre em todas as condições, nem o yibum nem a chalitsá se aplica, exceto se a viúva é proibida se casar com o irmão, como resultado de uma proibição que não envolvam a punição de kares (separação espiritual), em tal caso a chalitsá se aplicaria.